# Matthias Lehmann
Matthias Lehmann (nacido el 28 de mayo de 1983 en Ulm, en la región de Baden-Wurtemberg, Alemania) es un exfutbolista alemán que jugaba como mediocampista. Fue profesional entre 2000 y 2019.

## Clubes
| Club                | País     | Año       |
| ------------------- | -------- | --------- |
| SSV Ulm 1846        | Alemania | 2000-2001 |
| VfB Stuttgart II    | Alemania | 2001-2003 |
| TSV 1860 Múnich     | Alemania | 2003-2006 |
| Alemannia Aquisgrán | Alemania | 2006-2009 |
| FC St. Pauli        | Alemania | 2009-2011 |
| Eintracht Frankfurt | Alemania | 2011-2012 |
| Colonia             | Alemania | 2012-2019 |